# Symphyotrichum martii
Symphyotrichum martii là một loài thực vật có hoa trong họ Cúc. Loài này được (Baker) G.L.Nesom miêu tả khoa học đầu tiên.